# 3α-ヒドロキシコラン酸デヒドロゲナーゼ
3α-ヒドロキシコラン酸デヒドロゲナーゼ（3-alpha-hydroxycholanate dehydrogenase）は、次の化学反応を触媒する酸化還元酵素である。
3α-ヒドロキシ-5β-コラン酸 + NAD+ {\displaystyle \rightleftharpoons } 3-オキソ-5β-コラン酸 + NADH + H+
反応式の通り、この酵素の基質は3α-ヒドロキシ-5β-コラン酸とNAD+、生成物は3-オキソ-5β-コラン酸とNADHとH+である。
組織名は3α-hydroxy-5β-cholanate:NAD+ oxidoreductaseで、別名にα-ヒドロキシコラン酸デヒドロゲナーゼがある。